# 格里永 (沃州)
格里永（法語：Gryon，法語：[gʁijɔ̃] ⓘ）是瑞士联邦西部法语区的沃州下设的一个镇。在行政上属于艾格勒区管辖。格里永的总面积为15.22平方公里。截至2010年底，总人口为1,190。